# Anerincleistus
Anerincleistus, biljni rod iz porodice melastomovki, klasificirana tribusu Sonerileae (prethodno Oxysporeae), potporodica Melastomatoideae. Postoji 30 vrsta, uglavnom grmova.

## Opis roda
Anerincleistus Korth. (Melastomataceae, pleme Oxysporeae) revidiran je tako da uključuje 30 vrsta s 5 varijeteta. Rod je podijeljen u tri odjeljka, a šest se rodova od nedavno smatra sinonimima. Rod se proteže od Indije do Indokine, južne Kine, Malajskog poluotoka, Sumatre, Bornea i južnih Filipina. Uključeni su ključevi vrsta, specifični opisi, citati odabranih primjeraka, zapisi o distribuciji i taksonomski komentari.

## Vrste
1. Anerincleistus acuminatissimus (Ridl.) M.P.Nayar
2. Anerincleistus angustifolius (Stapf) J.F.Maxwell
3. Anerincleistus barbatus M.P.Nayar
4. Anerincleistus bracteatus C.Hansen
5. Anerincleistus bullatus J.F.Maxwell
6. Anerincleistus cornutus J.F.Maxwell
7. Anerincleistus curtisii Stapf
8. Anerincleistus cyathocalyx J.F.Maxwell
9. Anerincleistus dispar Cogn.
10. Anerincleistus echinatus J.F.Maxwell
11. Anerincleistus fasciculatus M.P.Nayar
12. Anerincleistus floribundus King
13. Anerincleistus grandiflorus Ridl.
14. Anerincleistus griffithii Hook.f. ex Triana
15. Anerincleistus hirsutus Korth.
16. Anerincleistus hispidissimus (Ridl.) M.P.Nayar
17. Anerincleistus macranthus King
18. Anerincleistus macrophyllus Bakh.f.
19. Anerincleistus monticola W.W.Sm.
20. Anerincleistus pauciflorus Ridl.
21. Anerincleistus pedunculatus (Craib) M.P.Nayar
22. Anerincleistus philippinensis Merr.
23. Anerincleistus phyllagathoides (Stapf) J.F.Maxwell
24. Anerincleistus pulchra Ridl.
25. Anerincleistus purpureus (Stapf) J.F.Maxwell
26. Anerincleistus quintuplinervis (Cogn.) J.F.Maxwell
27. Anerincleistus sertuliferum (Cogn.) J.F.Maxwell
28. Anerincleistus setosus (Nayar) J.F.Maxwell
29. Anerincleistus setulosus O.Schwartz
30. Anerincleistus stipularis (Ridl.) J.F.Maxwell

## Sinonimi
- Creaghiella Stapf
- Krassera O.Schwartz
- Oritrephes Ridl.
- Perilimnastes Ridl.
- Phaulanthus Ridl.
- Pomatostoma Stapf